# Modèle de Rasch
Pour les articles homonymes, voir Rasch.
Le modèle de Rasch est une méthode d'analyse de données statistiques, particulièrement employée en psychométrie pour mesurer des éléments tels que les capacités, les attitudes ou des traits de personnalité de personnes répondant à des questionnaires.
Le nom du modèle provient du mathématicien danois Georg Rasch.